# Gerhard Wolf (Posaunist)

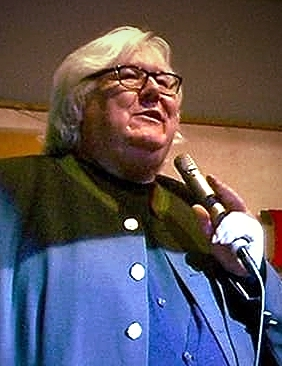
Prof. Gerhard Wolf beim Schwarzwaldfest der Blasmusik 2019

Gerhard Wolf (* 1965 in Bad Wörishofen) ist ein deutscher Posaunist.

## Leben und Wirken
Wolf studierte Posaune bei Ernst Giehl und Abbie Conant in München, bei Hans Ströcker in Wien sowie bei Charles Vernon und Arnold Jacobs in Chicago. In dem von Wolf initiierten Buch „Also sprach Arnold Jacobs“ werden die wichtigsten Grundideen von Jacobs Pädagogik thematisch zusammengefasst.
Wolf spielte in zahlreichen namhaften Orchestern und war zugleich in Bad Wörishofen  bis 2007 als Musiklehrer und Leiter der dortigen Musikschule tätig. Außerdem wurde er 1994 künstlerischer Leiter der Stadt und organisierte als solcher u. a. das Ivo Pogorelich Festival, bei welchem zahlreiche bekannte Künstler zu Gast waren.
1986 war er  Mitbegründer des Blechbläsersextetts  Ensemble Classique, einem Sextett, welches nach seinem Debüt beim Schleswig-Holstein Musik Festival 1989 international bekannt wurde. Das Repertoire reicht von der Renaissancemusik bis zur Moderne. Erste prominente Förderer des Ensembles waren Justus Frantz und Leonard Bernstein 2005/06 unternahm das Ensemble eine Jubiläums-Tournee, die mit einem Gala-Konzert bei der UNO in New York eröffnet wurde. Das Ensemble wurde zum musikalischen Botschafter der NATO ernannt. 2005 eröffnete es das Kunst- und Kulturprogramm der Bundesregierung zur Fußballweltmeisterschaft 2006 mit einem Galakonzert in der Alten Oper Frankfurt.
Konzertreisen führten das Ensemble in internationale Musikmetropolen u. a. in die Schweiz, Österreich, Frankreich, Italien, Spanien, Benelux, Mexico, Nord- und Südamerika. Auftritte bei zahlreichen Musikfestivals wie dem Schleswig-Holstein Musik Festival, dem Rheingau Musik Festival, dem internationalen Salzburger Festspielsommer, den Ludwigsburger Schlossfestspielen, bei Open-Air-, Schloss- und Kirchenkonzerten sowie Fernsehauftritte folgten. So war das Ensemble zu Gast bei „Achtung Klassik“ (ZDF) oder in Michael Schanzes Fernseh-Show „Kinder-Quatsch mit Michael“. Auf der Burgarena Finkenstein in Österreich gastierte das Ensemble unter dem Motto „Classic meets Pop“ im Rahmen einer internationalen Konzertreihe.
Seit 1988 veranstaltet Wolf zusammen mit Abbie Conant (Musikhochschule Trossingen) das „Internationale Posaunencamp“ in Bad Wörishofen. Hier waren als Dozenten u. a. Charles Vernon (Chicago Symphony Orchestra), Carsten Svanberg (Kunstuniversität Graz) sowie Joe Alessi (New Yorker Philharmoniker) zu Gast.
1995 erhielt Wolf einen Lehrauftrag für Posaune und Methodik an der Musikhochschule Trossingen. Seit 2007 hat er dort eine Honorarprofessur inne und war außerdem Leiter der  Musikakademie Villingen-Schwenningen.

## Veröffentlichungen
- Pustus lernt Posaune. Eine gesangliche Schule für den Anfang. Polymnia Press, Mindelheim, 2006, ISBN 978-3-9812456-4-6
- Pustus lernt Trompete. Eine gesangliche Schule für den Anfang. Polymnia Press, Mindelheim, 2007, ISBN 978-3-9812456-5-3
- Pustus lernt Tenorhorn. Eine gesangliche Schule für den Anfang, Polymnia Press, Mindelheim, 2007, ISBN 978-3-9812456-6-0
- Pustus lernt Bariton. Eine gesangliche Schule für den Anfang, Polymnia Press, Mindelheim, 2007, ISBN 978-3-9812456-7-7